# Od sklepowej do królowej
Picture This – amerykańska komedia romantyczna. Wyemitowana 13 lipca 2008 roku w telewizji ABC Family, oznaczona jako ABC Family Original Movie, a 22 lipca 2008 roku została wydana na DVD. Film został wyprodukowany przez MGM Home Entertainment i przyciągnął 5,3 miliona widzów. W Polsce film pierwszy raz w telewizji był nadawany 7 maja 2010 roku na kanale N film HD.

## Obsada
- Ashley Tisdale jako Mandy Gilbert
- Robbie Amell jako Drew Patterson
- Kevin Pollak jako Tom Gilbert
- Lauren Collins jako Alexa
- Shenae Grimes jako Cayenne
- Cindy Busby jako Lisa Cross
- Maxim Roy jako Marsha Gilbert
- Marie-Marguerite Sabongui jako Blair
- Mark Ositashvili jako Peyton
- Angela Galuppo jako Kimberly

## Streszczenie
Mandy Gilbert jest niepopularną nastolatką w Nottingham High School. Mieszka z nią apodyktyczny ojciec Tom i ma tylko dwie przyjaciółki, Alexę i Cayenne. Mandy jest stale prześladowana i żenowana przez popularne dziewczyny w szkole, w szczególności przez Lisę Cross. Dziewczyna jest zakochana w chłopaku Lisy, popularnym Drew Pattersonie. Mandy ma skończyć 18 lat i chce zmienić swoje życie. Chce być zauważona przez Drew.
Kiedy odkrywa, że Drew jest w szkolnym zespole pływackim, ona decyduje się na to także. Będąc przy basenie, traci okulary i uderza się w głowę. Powoduje to że Mandy wpada do basenu i jest nieprzytomna. Kiedy budzi się, znajduje się przy niej Drew, który robił jej "usta-usta". Życzenie Mandy się spełniło i mówią do siebie. Lisa uważa Mandy za zagrożenie i stara poniżyć ją przed Drew, który idzie do sklepu zoologicznego, gdzie pracuje Mandy. Mandy jest tam sprzedawczynią. Lisa ma nadzieję, że Drew będzie śmiać się z niej. dzieje się inaczej. Oni po raz kolejny rozmawiają i Drew zaprasza ją, by przyszła do Commons następnego dnia.
Tymczasem Mandy jest poirytowana starym telefonem komórkowym, który działa "bardzo sprawnie". Następnego dnia, Mandy kończy 18 lat i jest zaskoczona że jej ojciec kupił jej nowy wypasiony telefon. Jej ojciec Tom kupił sobie identyczny. Myśli, że jej życie nie może być już lepsze. Jednakże, jest przerażona, gdy Tom ujawnia swoje zamiary w przemieszczaniu się z nią, gdy ona pójdzie do college'u na UCSB w przyszłym roku. Boi się o tym powiedzieć ojcu. Później tego samego dnia, podrywa Drew nad jeziorem w pobliżu szkoły. Kiedy Lisa dowiedziała się o tym od przyjaciółki zaraz tam pojechała. Zauważyła telefon Mandy, który wcześniej jej wypadł. Zadzwonił jej ojciec a Lisa włączyła kamerę w telefonie akurat, gdy Mandy i Drew się obściskiwali. Tom widząc ten film konfrontuje swoją córkę. Przed powrotem do domu, Drew prosi ją aby przyszła na jego imprezę w sobotę. Mandy radośnie akceptuje. W domu, Tom jest wściekły z powodu postawy jego córki. Zabrania jej wychodzenia z domu,korzystania z telefonu, telewizji i Internetu. Mandy jest zszokowana swoim totalitarnym ojcem, bo teraz nie może przyjść na imprezę do Drew.
Mandy zmanipulowała ojca, a on pozwolił jej pójść "uczyć się" do Alexy. Lecz postawił pewne warunki, że będzie ją kontrolował co pół godziny, dzwoniąc na jej wideo-telefon.
W drodze na imprezę, Mandy odkrywa, że jej suknia jest zniszczona przez Lisę. Jadą do centrum handlowego, gdzie Lisa potajemnie dała Mandy orzechy, na które Mandy jest bardzo uczulona. To powoduje obrzęk głowy Mandy, ale na szczęście, Alexa ma antidotum. Idą znaleźć "bóstwo" na imprezę. Tom jak "obiecał" co pół godziny dzwonił do Mandy. Gdy tym razem zadzwonił Mandy nie miała zasięgu. Ojciec ogłosił, że zadzwoni na domowy Alexy. Mandy dostaje jej sygnał z powrotem na czas i udało się go przekonać, że się uczą.
Idąc na parking Mandy, Alexa i Cayenne widzą, że ich samochód jest holowany. Idą na konkurs śpiewu, by wygrać pieniądze za auto. Alexa jednak ma tremę, więc Mandy zaskakuje publiczność. Tatuś znów zadzwonił. Mandy prosi publiczność, aby jej pomogli. Nabrała tatę z pomocą publiczności że oglądają film na DVD. Wygrały konkurs i odzyskały samochód. Lisa kupiła ten sam strój co Mandy, także próbuje nie wpuścić Mandy na imprezę Drew, dając pieniądze straży by jej nie wpuścili. Wzywa również tatę Mandy i mówi mu, że oczekuje alkoholu, który miała przywieżć Mandy. Tom jest zaniepokojony i natychmiast dzwoni do Mandy. Chcą po raz kolejny wprowadzić go w błąd, ale powoduje to prawie śmiertelny wypadek samochodowy.
Tymczasem dziewczyny (w kostiumach) weszły na imprezę. W domu Drew Mandy zauważa Lisę w tym samym stroju co ona. Chce się poddać i wrócić do domu. Alexa i Cayenne mówią jej o Legendzie Pattersonów. Mandy jednak idzie do ukochanego Drew.
Mandy mówi Alexie i Cayenne, że chce się przyznać do prawdy, ojcu. Jednak nie powiedziała mu tylko powiedziała, że go kocha. Zapytał się ją jakim jest ojcem w skali od 1 do 10. Mandy odpowiada, że na 10. Dziewczyna idzie z Drew do wieży. Przypomina sobie Legendę Pattersonów i oczekuje najgorszego. Wieża okazuje się pokojem Drew z cudownymi zdjęciami. Na jednym z ich jest Mandy. Drew mówi, że to jego ulubione. Mandy ulżyło. Cieszy się, że chciał spędzić z nią czas. Drew twierdzi, że jego dłonie są spocone i idzie do łazienki umyć je, ale nie mówi jej, co robi. Kiedy Mandy słyszy bieżącą wodę zakłada, że to prysznic i że Drew chce pozbawić ją dziewictwa. Mandy ucieka. Drew nie wie, o co chodzi. Tymczasem Lisa i jej przyjaciółki próbują przeklnąć czarami Mandy. Lisę zbierało na wymioty, Alexa szybko wsunęła się pod stół i nagrała film z jej wymiocinami. Dziewczyny puściły ten clip na przyjęciu Drew.
Po powrocie do domu, Tom pokazuje nowy model domu, w którym mieli razem mieszkać, ale ściągnął piętro i teraz Mandy będzie mogła (jeśli ten dom powstanie) mieszkać sama. Mandy powiedziała, że nie chce się od niego "odczepić". Tom wie, że poszła na imprezę, ale nie jest zły. Jest również zadowolony wiedząc, że Mandy się w kimś zakochała.

## Muzyka
- "Shadows Of The Night" -(3:32) – Ashley Tisdale
- "That Stuff"  -(3:05) – Molly M
- "Sincerely Me" -(4:01) – Danielle McKee
- "Better" (3:35) – Cori Yarckin
- "All So Different"  -(3:11) – Chandelle
- "Welcome To The Party"  -(5:46) – Molly M
- "You Are Part Of Everything"  -(3:27) – Josh Kelly
- "Day In The Sun" -(3:42) – Angie Hilton
- "Unstoppable"  -(2:20) –Buddah Belly
- "Come To The Night" -(3:22) – Faraci
- "Because I'm Awesome" -(4:39) – The Dollyrots
- "Through My Eyes" -(2:24) - Autumn's Descent
- "Symphony No. 9: Ode To Joy - (4:16) - Beethoven
- "I'm Just Like You" - (3:09) - Deadstar Assembly
- "Drive" - (4:26) - The Humidiflyers
- "Let Me Fall" - (4:15) - Faraci
- "Dale Que Dale" - (4:47) - Mikeyton
- "Tell Me You Love Me" - (3:45) - Daniel Cage
- "Shiver" - (3:04) - Cheryl Yie
- "Soft Place To Fall" - (3:66) - Joelle James
- "Your Ride" - (4:00) - Girls Love Shoes
- "Pictures of You" - (4:00) - The Last Goodnight